# Griffin Boice
Griffin Boice jest amerykańskim producentem muzycznym, mikserem, inżynierem dźwięku, kompozytorem, tekściarzem i multiinstrumentalistą, pochodzącym z miejscowości Rexburg w stanie Idaho.

## Życiorys
Jako dziesięciolatek zaczął grać na kontrabasie w orkiestrze symfonicznej. W 2007 roku założył własne studio muzyczne w rodzinnym Rexburgu. Po dwóch latach przeniósł się do Los Angeles, by tam kontynuować pracę w branży muzycznej. Od 2010 pracuje z popularnymi artystami, tworzącymi muzykę w wielu gatunkach. Współpracował między innymi z zespołami Hollywood Undead i Black Eyed Peas, raperem Wiz Khalifa, piosenkarzem popowym Frankie J, a także z Robem Zombie i Johnem Lowery'm. Z Zombie i Lowery'm kolaborował także przy produkcji horroru The Lords of Salem (2012). Boice i Lowery stworzyli wspólnie ścieżkę dźwiękową do filmu.

## Wybrany dorobek twórczy
| Rok  | Wykonawca        | Album                      | Utwór                                    |
| ---- | ---------------- | -------------------------- | ---------------------------------------- |
| 2010 | Frankie J        | —                          | "Crush"                                  |
| 2010 | Paradiso Girls   | —                          | "Love is All I Need"                     |
| 2010 | Paradiso Girls   | —                          | "Empty Frames"                           |
| 2010 | The Saturdays    | Headlines!                 | "Puppet"                                 |
| 2010 | Black Eyed Peas  | The Beginning              | "Someday"                                |
| 2011 | Hollywood Undead | American Tragedy           | "Apologize"                              |
| 2011 | Hollywood Undead | American Tragedy           | "Bullet"                                 |
| 2011 | Hollywood Undead | American Tragedy           | "Comin' in Hot"                          |
| 2011 | Hollywood Undead | American Tragedy           | "S.C.A.V.A."                             |
| 2011 | Hollywood Undead | American Tragedy           | "I Don't Wanna Die"                      |
| 2011 | Hollywood Undead | American Tragedy           | "Tendencies"                             |
| 2012 | It Boys!         | Introduction               | "Shy"                                    |
| 2012 | It Boys!         | Introduction               | "Right One"                              |
| 2012 | Rob Zombie       | Mondo Sex Head             | "Mars Needs Women (Griffin Boice Remix)" |
| 2013 | Hollywood Undead | Notes from the Underground | "Another Way Out"                        |
| 2013 | Hollywood Undead | Notes from the Underground | "Believe"                                |
| 2013 | Hollywood Undead | Notes from the Underground | "Dead Bite"                              |
| 2013 | Hollywood Undead | Notes from the Underground | "From the Ground"                        |
| 2013 | Hollywood Undead | Notes from the Underground | "Kill Everyone"                          |
| 2013 | Hollywood Undead | Notes from the Underground | "Lion"                                   |
| 2013 | Hollywood Undead | Notes from the Underground | "Medicine"                               |
| 2013 | Hollywood Undead | Notes from the Underground | "New Day"                                |
| 2013 | Hollywood Undead | Notes from the Underground | "One More Bottle"                        |
| 2013 | Hollywood Undead | Notes from the Underground | "Rain"                                   |
| 2013 | Hollywood Undead | Notes from the Underground | "Up In Smoke"                            |
| 2013 | Hollywood Undead | Notes from the Underground | "Another Way Out (Remix)"                |